# أسماك الذئب
أسماك الذئب أو ذئاب البحر (الاسم العلمي Anarhichadidae)، فصيلة أسماك بحرية من رتبة الفرخيات. موطنها البحار الباردة من المحيط الأطلسي والمحيط الهادي. تعيش في المنحدرات القارية والأجراف، في أعماق تصل إلى 600 م.

## الأنواع
تضم خمسة أنواع مقسمة على جنسان هما:
```
عريك
```

- - عريك شمالي, Anarhichas denticulatus Krøyer, 1845.
  - عريك أطلسي or sea wolf, Anarhichas lupus كارولوس لينيوس, 1758.
  - عريك أبقع, Anarhichas minor Olafsen, 1772.
  - عريك بيرنغ, Anarhichas orientalis بيتر سيمون بالاس, 1814.
- جنس أنقليس ذئبي
  - أنقليس ذئبي, Anarrhichthys ocellatus ويليام أورفيل أيريس, 1855.